# La Chapelle-Saint-Luc
La Chapelle-Saint-Luc település Franciaországban, Aube megyében. Lakosainak száma 12 603 fő (2022. január 1.). La Chapelle-Saint-Luc Barberey-Saint-Sulpice, Lavau, Montgueux, Les Noës-près-Troyes, Sainte-Maure, Sainte-Savine, Torvilliers és Troyes községekkel határos.

## Népesség
A település népességének változása:
| Lakosok száma | 6528 | 16 241 | 15 815 | 13 676 | 12 634 | 12 471 | 12 319 | 11 741 | 12 324 | 12 603 |
|               | 1968 | 1982   | 1990   | 2006   | 2013   | 2015   | 2017   | 2019   | 2020   | 2022   |